# Gare d’Igney
Gare d’Igney – przystanek kolejowy w miejscowości Igney, w departamencie Wogezy, w regionie Grand Est, we Francji. Jest zarządzany przez SNCF i obsługiwany przez pociągi TER Grand Est.

## Położenie
Znajduje się na linii Blainville – Damelevières – Lure, na km 40,070 między stacjami Châtel – Nomexy i Thaon, na wysokości 306 m n.p.m.

## Linie kolejowe
- Linia Blainville – Damelevières – Lure